# ニデックグローバルサービス
ニデックグローバルサービス株式会社は、京都市南区久世殿城町に本社を置く、 ニデックグループ企業である。

## 概要
これまで外部委託であったグループ内の損害保険及び生命保険代理業務や不動産・福利厚生施設等の委託管理などのサービス業務の一元管理・グループ内還流を図る目的で、日本電産グローバルサービス株式会社として1999年4月1日に設立された。
2023年4月、親会社の社名変更に合わせ、現社名に変更。

## 事業内容
- 人材事業
  - 人材紹介・人材派遣・有料職業紹介・業務請負。
- 不動産事業・賃貸
- 保険代理店事業
  - 損害保険・生命保険代理店。
- 物販事業
  - 売店・プライベートブランド商品販売・商品の斡旋。
- 金融事業
  - 貸金業・リース・レンタル業務。
- ホテル運営事業
- 通信サービス事業
  - 海外用携帯電話レンタルサービス
  - ネット電報サービス

## 沿革
- 1977年（昭和52年）8月 - 日本産商株式会社として創業（日本電産（現・ニデック）の100％子会社）。
- 1985年（昭和60年）9月 - ニデック株式会社に社名変更。
- 1999年（平成11年）
  - 3月 - ニデック株式会社が、日本電産総合サービス株式会社に社名変更。
  - 4月1日、コパル綜合サービス株式会社・株式会社東測コーエーを吸収合併。日本電産グループによる新会社として設立（7社出資：日本電産、コパル、トーソク、日本電産シンポ、芝浦電産、日本電産キョーリ、日本電産リード）
- 2003年（平成15年）
  - 2月 - 中国に日本電産綜合服務有限公司を設立。
  - 4月 - グリーンハイツ京都（200室：社員寮）を建設（賃貸・運営管理開始）。
  - 10月 - 中国・浙江省平湖市にホテル『緑陽大飯店』（150室）を開業。
- 2004年（平成16年）10月 - 三協総合サービス株式会社を吸収合併。
- 2005年（平成17年）6月 - 『アネックス緑陽』（100室・社員寮：中国浙江省平湖市）を開業。
- 2006年（平成18年）
  - 3月 - プライベートブランドの飲料を発売。
  - 10月 - 株式会社グリーンサンホテルを設立（100％出資子会社・長野県諏訪郡下諏訪町）
- 2012年（平成24年）6月15日 - 日本電産グローバルサービス株式会社に社名変更[2]。シェアードサービスセンターを開始。
- 2023年（令和5年）4月1日 - ニデックグローバルサービス株式会社に社名変更[1]。

## 事業所
- 西日本事業部
  - 電産本社グループ
    - 京都市南区久世殿城町338 ニデック本社12階

  - シンポ・リードグループ
    - 京都府長岡京市神足寺田1（ニデックシンポ内）

  - 電産滋賀・テクノ小浜グループ
    - 滋賀県愛知郡愛荘町中宿248（ニデック滋賀技術開発センター内）
    - 福井県小浜市遠敷36-1-1（ニデックテクノモータ内）

  - テクノ九州グループ
    - 福岡県飯塚市吉北31グリーンヒル工業団地（日本電産テクノモータ内）
- 中日本事業部
  - 電産長野グループ
    - 長野県駒ヶ根市赤穂20-51（日本電産長野技術開発センター）

  - ニデックインスツルメンツグループ
    - 長野県諏訪郡下諏訪町5326-3

  - グリーンサンホテルグループ
    - 長野県諏訪郡下諏訪町5326-3
- 東日本事業部
  - 電産東京グループ
    - 東京都品川区大崎1-20-13（日本電産東京ビル南館6階）

  - ニデックプレシジョングループ
  - コパル板橋
    - 東京都板橋区志村2-18-10（ニデックプレシジョン内）

  - コパル郡山
    - 福島県郡山市富田町字諏訪内37（ニデックプレシジョン内）

  - ニデックパワートレインシステムズグループ
    - 神奈川県座間市相武台2-215（ニデックパワートレインシステムズ内）

  - サーボグループ
    - 群馬県桐生市相生町3-93 ニデックアドバンスドモータ 内
- 緑陽大飯店
  - 中国浙江省平湖市経済開発区昌盛路288号（日本電産工業園内）
- ANNEX緑陽
  - 中国浙江省平湖市経済開発区（日本電産工業園内）